# فترة ستيوارت
استمرت فترة ستيوارت (بالإنجليزية: Stuart period)‏ في التاريخ البريطاني من 1603 إلى 1714 وذلك خلال حكم سلالة ستيوارت. انتهت هذه الفترة بوفاة الملكة آن وتبوؤ الملك جورج الأول من سلالة هانوفر الألمانية على العرش.
اجتاحت هذه الفترة صراعات دينية وداخلية وحرب أهلية واسعة النطاق أسفرت عن إعدام الملك تشارلز الأول عام 1649. شُملت فترة خلو العرش - التي كان أوليفر كرومويل مسيطرًا خلالها إلى حد كبير - ضمن هذه الفترة لضرورة الاستمرارية، على الرغم من أن عائلة ستيوارت كانت في المنفى. انهار نظام كرومويل وحظي تشارلز الثاني بتأييد واسع جدًا لتولي العرش في عام 1660. أُطيح بشقيقه جيمس الثاني عام 1689 في الثورة المجيدة. حلت محله ابنته البروتستانتية ماري الثانية وزوجها الهولندي ويليام الثالث. كانت آن، شقيقة ماري، الأخيرة في حكم سلالة ستيوارت. على مدى نصف القرن التالي، ادعى جيمس الثاني وابنه جيمس فرانسيس إدوارد ستيوارت وحفيده تشارلز إدوارد ستيوارت أنهم ملوك ستيوارت الفعليون، لكنهم كانوا في المنفى وأُحبطت محاولاتهم للعودة بمساعدة فرنسية.

## التاريخ السياسي

### جيمس السادس والأول: 1603 – 1626

#### حكم الطبقات العليا
حُكمت إنجلترا على الصعيد القومي من قِبل الملوك والنبلاء، وعلى الصعيد المحلي من قِبل الطبقة الأدنى من النبلاء وطبقة الأعيان. شكلوا معًا نحو 2% من العائلات، وامتلكوا معظم الأراضي الزراعية الجيدة، وتحكموا بالشؤون الحكومية المحلية. كانت الطبقة الأرستقراطية تنمو بشكل مطرد من ناحية العدد والثروة والسلطة. من 1540 إلى 1640، زاد عدد أقران الطبقات الأرستقراطية بمختلف المراتب (الدوق، الإيرل، المركيز، الفيكونت، البارون) من 60 عائلة إلى 160. ورثوا ألقابهم من خلال قانون وراثة الابن الأكبر، ومُيّزوا في الشؤون القانونية، وتمتعوا بأعلى المناصب في المجتمع، وشغلوا مقاعدًا في مجلس اللوردات. في عام 1611، أنشأ الملك الذي يبحث عن مصادر دخل جديدة رتبة بارونية متوارثة، بمكانة أدنى من النبالة، ودون مقعد في مجلس اللوردات، وبسعر 1100 جنيه استرليني تقريبًا. بيعت ممتلكات الأراضي الشاسعة المستولى عليها من الأديرة في عهد هنري الثامن ملك إنجلترا في ثلاثينيات القرن السادس عشر إلى طبقة الأعيان المحلية، مما أدى إلى زيادة كبيرة في ثروة تلك الطبقة من السادة. تضاعفت طبقة الأعيان ثلاث مرات، من 5000 إلى 15000، خلال القرن الذي تلا عام 1540. اندثرت العديد من العائلات، وصعدت عائلات أخرى، فكان ملوك ستيوارت هم من أوجدوا ثلاثة أرباع الأقران بحلول عام 1714 منذ عام 1603. انخرط المؤرخون في نقاش حيوي – أُطلق عليه اسم «عاصفة بشأن الأعيان»- حول النظرية القائلة بأن طبقة الأعيان الناشئة قد أخذت السلطة تدريجيًا من النبلاء الراكدين، ونبذوها [طبقة الأعيان] بشكل عام. كان كل من طبقة الأعيان والنبلاء تكتسبان القوة، ولم تكن الحرب الأهلية الإنجليزية معركة بينهما. من ناحية الانتماء الديني في إنجلترا، قل عدد الكاثوليك إلى نحو 3% من السكان، لكنهم شكلوا نحو 12% من طبقتي الأعيان والنبلاء.

#### الممالك الثلاث
أصبح جيمس السادس، ملك اسكتلندا، ملكًا أيضًا على مملكة إنجلترا المستقلة تمامًا عندما توفيت إليزابيث الأولى ملكة إنجلترا. أصبح أيضًا ملكًا على أيرلندا، لكن الإنجليز كانوا يستعيدون لتوهم السيطرة هناك. اكتملت عملية استعادة الإنجليز للأراضي بالانتصار في حرب التسع سنوات، 1594 – 1603. فرض المعينون من قِبل جيمس في دبلن، بصفتهم نائبي التاج، سيطرة فعلية على أيرلندا لأول مرة، من خلال وضع حكومة مركزية على الجزيرة بأكملها، وتجريد السيادات المحلية بنجاح. ظلت الغالبية العظمى من السكان الأيرلنديين كاثوليكيين، لكن جيمس شجع هجرة البروتستانت بكثافة من اسكتلندا إلى منطقة أولستر. عُرف الوافدون الجدد باسم الاسكتلنديين الأيرلنديين. في المقابل هاجر الكثير منهم إلى المستعمرات الأمريكية الجديدة خلال فترة ستيوارت.

### تشارلز الأول: 1625 – 1649
كانت قوة الملك جيمس الجسدية والذهنية في حالة تدهور، ولهذا السبب استهزأت به عائلته في أغلب الأحيان وكان والده يرمي عليه الأشياء حين يحاول النهوض، وكان صنع القرار في يد تشارلز ويد جورج فيليرز بوجه خاص (1592 – 1628)، (كان فيليرز إيرل باكنغهام من 1617 ودوقًا من 1623). أظهر باكنغهام درجة عالية جدًا من الطاقة والاجتهاد، بالإضافة إلى رغبة كبيرة للمكافئات والثروات. وبحلول عام 1624 أصبح الحاكم الفعلي لإنجلترا. في عام 1625، أصبح تشارلز ملكًا على أرضٍ منخرطة تمامًا في حرب أوروبية وممزقة بسبب الخلافات الدينية المتصاعدة. وضع باكنغهام وتشارلز سياسة خارجية قائمة على تحالفٍ مع فرنسا ضد إسبانيا. كانت المغامرات الخارجية الكبرى ضد قادس في عام 1625 والداعمة للهوغونوتيون الفرنسيون عام 1627 عبارة عن كارثة بمجملها. صاغت الشائعات المنتشرة، الرأي العام الذي ألقى باللوم على باكنغهام، وليس الملك، في المشاكل التي أصابت إنجلترا. عندما اتخذ البرلمان إجراءات العزل مرتين، علق الملك عمل البرلمان ببساطة. اغتيل باكنغهام عام 1628 على يد جون فيلتون، وهو ضابط مستاء في الجيش. أُعدم القاتل، لكنه أصبح شهيدًا بطوليًا عبر الممالك الثلاث. كما والده، آمن الملك تشارلز بحق الملوك الإلهي في الحكم، وهو حكم لا يمكن من خلاله العمل بنجاح مع البرلمان. بحلول عام 1628، غيّر هو وباكنغهام المشهد السياسي. في عام 1629، حل الملك البرلمان وبدأ فترة أحد عشر عامًا من الحكم الشخصي.

#### الحكم الشخصي: 1629 – 1640
كانت السلطة الإنجليزية محدودة للغاية، إذ لم يكن للملك جيش دائم، ولا جهاز إداري موزع في جميع أنحاء البلاد. طُبقت القوانين بالدرجة الأولى عن طريق المسؤولين المحليين الذين تسيطر عليهم النخب المحلية. عمومًا، تولى المرتزقة المستأجرون العمليات العسكرية. كان التحدي الأكبر الذي واجه الملك تشارلز في حكمه دون برلمان هو جمع الأموال. كان التاج مدينًا بما يقارب 1.2 مليون جنيه استرليني؛ رفضت جهات التمويل إعطاء قروض جديدة. وفر تشارلز المال من خلال توقيع معاهدات سلام مع فرنسا عام 1629 وإسبانيا عام 1630، وتجنب الانخراط في حرب الثلاثين عامًا. خفض الميزانية المعهودة لكنها لم تكن كافية. اكتشف بعد ذلك سلسلة من الأساليب المبتكرة لجمع الأموال دون إذنٍ من البرلمان. نادرًا ما استُخدمت، لكنها كانت قانونية. باع الاحتكارات، رغم عدم شعبيتها. فرض غرامة على مالكي الأراضي بسبب التعدي المزعوم على الغابات الملكية. فُرضت الفروسية في العصور الوسطى إذ أُمر الرجال الذين يتمتعون بمستوى معين من الثروة بأن يصبحوا فرسانًا في خدمة الملك، عدا ذلك عليهم دفع غرامة. عندما فقد لقب الفروسية مكانته العسكرية، استمرت المدفوعات، لكن جرى التخلي عنها بحلول عام 1560. أعاد جيمس فرض الغرامة، وعين مسؤولين جدد للبحث في السجلات المحلية عن الرجال الأثرياء الذين لا يملكون رتبة الفروسية. أُجبر آلاف السادة في جميع أنحاء ريف إنجلترا على الدفع، وكان أوليفر كرومويل من بينهم. جُمع 173,000 جنيه استرليني، بالإضافة إلى إثارة الغضب المرير بين طبقة الأعيان. تجاوز الملك في نهاية المطاف خط الشرعية وذلك حين بدأ في تحصيل «أموال السفن»، المخصصة للدفاعات البحرية، من المدن الداخلية. تصاعدت الاحتجاجات حينها لتشمل النخب المدنية. ولّدت جميع الإجراءات الجديدة غضبًا طويل الأمد، لكنها حققت توازنًا قصير الأمد في الميزانية، التي بلغ متوسطها 600 ألف جنيه استرليني، دون الحاجة إلى دعوة البرلمان للانعقاد.

### البرلمان الطويل لعام 1640
اندلعت بعض الثورات في اسكتلندا ردًا على فرض الملك لكتاب الصلاة المشتركة، والذي هدد بتقويض دين الشعب. طرد الاسكتلنديون القوات الإنجليزية وأجبروا الملك على دعم المتمردين الذين كانوا يحتلون في ذلك الوقت جزءًا من شمال إنجلترا. وتسببت ثورة كبيرة بين الكاثوليك في أيرلندا بمقتل الآلاف من الاسكتلنديين الأيرلنديين، فكان لا بد من قمعها وبالتالي زيادة الضرائب الجديدة لدفع تكاليف العمل العسكري، وهذا ما أدى إلى إنشاء برلمان جديد. أثبت البرلمان الطويل المنتخب في عام 1640 أنه قاسٍ على تشارلز مثل البرلمان القصير. اجتمع البرلمان لأول مرة في 3 نوفمبر 1640 وسرعان ما بدأت إجراءات عزل كبار مستشاري الملك بتهمة الخيانة العظمى. واعتُقل توماس وينتورث، إيرل سترافور الأول في 10 نوفمبر؛ وعُزل وليام لود، رئيس أساقفة كانتربري في 18 ديسمبر؛ في حين عُزل جون فينش، البارون الأول فينش، والذي كان في ذلك الوقت اللورد حارس الختم العظيم، في اليوم التالي وهرب إلى هولندا. أقر البرلمان قانون الثلاث سنوات لمنع الملك من حلّه، وبموجب القانون كان لا بد من تشكيل البرلمان مرة واحدة على الأقل كل ثلاث سنوات، وسمح للورد حارس و12 من أقرانه بطلب تشكيل البرلمان إذا فشل الملك في القيام بذلك.

### الحرب الأهلية وخلو العرش: 1642- 1660
انتهت الحرب الأهلية الإنجليزية الأولى بين عامي 1642 و1645 بانتصار البرلمانيين على الملكيين (المعروفين غالبًا باسم «الفرسان»). غالبًا ما كان يطلق على البرلمانيين اسم «الرؤوس المستديرة» بسبب قصات شعرهم العملية القصيرة. اندلعت الحرب الأهلية الإنجليزية الثانية في 1648-1649. خسر تشارلز وأُعدم في يناير 1649.
تم التخلي عن النظام الملكي مؤقتًا من قبل كومنولث إنجلترا بين عامي 1649 و1660. حكم أوليفر كرومويل مباشرة من عام 1653 وحتى وفاته في عام 1658، ما أدى إلى تفكك الكومنولث. رحب برلمان المؤتمر بتشارلز الثاني، نجل تشارلز الأول، ليعود من المنفى ويصبح ملكًا.
شهدت فترة الحرب بين عامي 1642 و1651 سلسلةً من النزاعات المسلحة والمكائد السياسية بين البرلمانيين والملكيين، وكان معظم القتال داخل حدود إنجلترا. حرضت الحربتن الأهليتان الأولى (بين عامي 1642 و1646) والثانية (بين عامي 1648و1649) مؤيدي الملك تشارلز الأول ضد مؤيدي البرلمان الطويل، بينما شهدت الحرب الثالثة (بين عامي 1649 و1651) قتالًا بين مؤيدي الملك تشارلز الثاني وأنصار برلمان الردف. انتهت الحرب بانتصار البرلمانيين في معركة وورسيستر في 3 سبتمبر 1651. يجادل المؤرخون ما إذا كان السبب الرئيسي في حسم النتيجة قد استند إلى هيمنة القرارات العسكرية ونتائج المعارك الحاسمة (كما جادل مالكولم وانكلين)، أو هيمنة البرلمان على طويلة المدى على القوى البشرية والموارد المالية (كما قال كلايف هولمز).
أدت كل هذه الأحداث إلى ثلاث نتائج رئيسية؛ محاكمة وإعدام تشارلز الأول في عام 1649، ونفي ابنه تشارلز الثاني في عام 1651، واستبدال النظام الملكي الإنجليزي، في البداية، بكومنولث إنجلترا بين عامي 1649 و1653 ثم الوصاية تحت الحكم الشخصي لأوليفر كرومويل بين عامي 1653 و1658. عندما مات كرومويل، كان ابنه ريتشارد كرومويل غير قادر على الحكم، وحكم الجيش البيوريتاني المالك الثلاث مباشرةً، ما أثار حفيظة جميع طبقات المجتمع. وعزز قمع آخر بقايا الكاثوليكية والقوى المهيمنة للتطهيرية وبروز البروتستانتية احتكار الكنيسة الإنجليزية للدين. من الناحية الدستورية، أقنعت الحروب الجميع بأن الملك الإنجليزي وحده أو البرلمان وحده غير قادرين على تولي الحكم، وكان لا بد من وجودهما معًا.

#### كرومويل
كان أوليفر كرومويل، الجنرال البرلماني الناجح للغاية، الشخصية المهيمنة في إنجلترا، على الرغم من رفضه عرض الحكم، فبين عامي 1649 و1659. وعمل بجد في ذلك الوقت لضمان الحفاظ على صورته الجيدة والنجاح الباهر لعهده وحروبه. وما يزال كرومويل موضوعًا مفضلًا للمؤرخين على الرغم من كونه أحد أكثر الشخصيات إثارة للجدل في التاريخ البريطاني، فضلًا عن عدم أصالة تدينه الشديد الذي عُرف به.

##### الكومنولث
بعد إعدام الملك تشارلز، أُعلن عن قيام الجمهورية، المعروفة باسم كومنولث إنجلترا، وعُين مجلس الدولة لإدارة الشؤون، والتي تضمنت كرومويل من بين أعضائها؛ وكان الجيش أحد أعمد قوة كرومويل الحقيقية. حاول كرومويل توحيد المجموعة الأصلية من «المستقلين الملكيين» المتمركزة حول سانت جون وساي وسيلي، ولكنه فشل بعد إقناع سانت جون بالاحتفاظ بمقعده في البرلمان. كان كرومويل بعيدًا عن الحملة من منتصف عام 1649 وحتى عام 1651. وخلال تلك الفترة، مع رحيل الملك وفشل التوحيد، بدأت الفصائل المختلفة في البرلمان في قتال بعضها البعض. عند عودته، حاول كرومويل تحفيز برلمان الردف على تحديد مواعيد لانتخابات جديدة، وتوحيد المالك الثلاث تحت نظام حكم واحد، وإنشاء كنيسة وطنية متسامحة وواسعة النطاق. ومع ذلك، ماطل البرلمان في تحديد مواعيد الانتخابات. رفض كرومويل في نهاية المطاف برلمان الردف في عام 1653، واستدعى برلمانًا جديدًا بأعضاء مرشحين بالكامل، يُعرف أحيانًا باسم برلمان القديسين، ويسمى أيضًا بالبرلمان المجرد. اعتمد البرلمان على فكرة اللواء توماس هاريسون عن «سنهدرين» القديسين. على الرغم من أن كرومويل لم يوافق على معتقدات هاريسون المروعة والملكية الخامسة، التي رأت السنهدرين كشرط مسبق لحكم المسيح على الأرض، فقد جذبه فكرة التجمع المكون من قطاع عرضي من الطوائف. ومع ذلك، سرعان ما حُل البرلمان لفشله في التعامل مع المشاكل السياسية والقانونية والدينية المعقدة التي تواجه إنجلترا.